# Хо-Ха
Полугусеничный бронетранспортёр Тип 1 (яп. 一式半装軌装甲兵車), «Хо-Ха» (яп. ホハ) — японский бронетранспортёр времён Второй мировой войны.

## История
В 1941 году по запросу японских военных, началась разработка двух типов бронетранспортёров: полугусеничного для перевозки пехоты и гусеничного тягача-транспортёра. До того момента, японская армия отдавала предпочтение в качестве средства перевозки личного состава грузовикам, потому как по мнению военного руководства имперской армии, бронетранспортёры были слишком медлительны в сравнении с грузовыми машинами
В 1941 году инженерами компании «Хино Дзидоша» по типу германских полугусеничных бронетранспортёров был разработан БТР Хо-Ха. Серийное производство машины было развёрнуто лишь в 1944 году. Точное число построенных машин не установлено.
«Хо-Ха» поступали в небольших количествах на вооружение частей воевавших в Китае. Кроме того, партия этих бронетранспортёров была переброшена на Филиппины для обороны островов в 1944 году.
После войны, часть уцелевших машин была переоборудована в грузовики путём срезки задней бронированной секции и замены ее на кузов. Данные машины использовались для проведения восстановительных работ в разных районах страны . Часть сохранившихся в первозданном виде «Хо-Ха» оставались на вооружении Сил самообороны Японии до 1960-х годов.

## Устройство

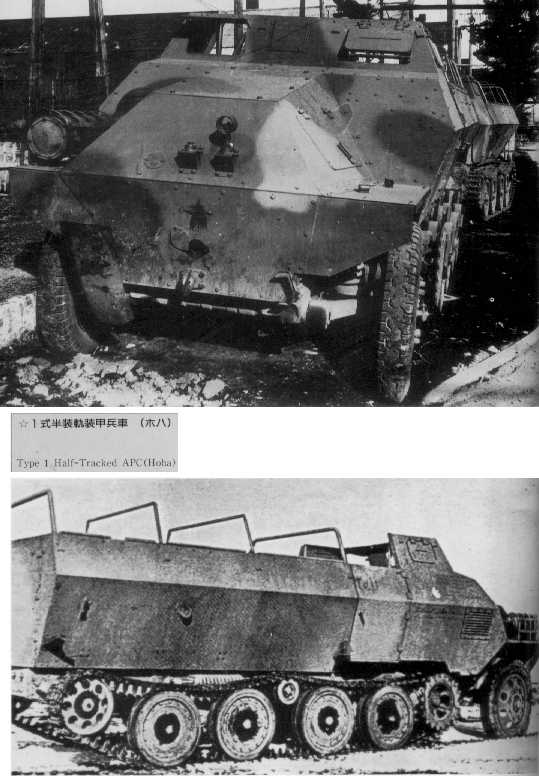
Тип 1 Хо-Ха, вид сбоку и спереди

Машина имела стандартную компоновку с передним расположением двигателя и отделения управления, защищенных броней толщиной 8 мм. За ними располагалось большое десантное отделение со складными скамейками, рассчитанное на 12 солдат. Крыша над ним отсутствовала, однако в случае ненастной погоды была предусмотрена возможность навеса брезентового тента, закрепляемого на четырех бортовых скобах. Экипаж машины состоял из 3-х человек.
Для обзора использовались смотровые щели, которые были вырезаны в лобовом листе и по бортам в отделении управления, и прикрывались откидными крышками. Посадка и высадка десанта осуществлялась через бортовую или кормовую двустворчатую дверь. Корпус, хотя и обладал тонкой бронезащитой, имел рациональный угол наклона передних бронелистов, защищавшим кабину и моторный отсек, а борта были выполнены двускатными. Вооружение бронетранспортера, по штату, состояло из трёх 7,7-мм пулеметов Тип 97: два было смонтировано на штырях по бортам корпуса, третий был размещён сзади и предназначался для противовоздушной обороны. Всё три пулемёта имели ограниченный сектор обстрела и не могли вести огонь прямо вперед или прямо назад.

## В компьютерных играх
«Хо-ха» используется в компьютерных играх Battlefield 1942 и Men of War Assault 2 как бронетранспортёр армии Японии. Кроме того, "Хо-ха" присутствует в компьютерной игре Enlisted в одном из премиумных отрядов Японии.